# Parstleswand
De Parstleswand (of Portleswand) is een 3096 meter (volgens andere bronnen 3091 meter) hoge berg in de Ötztaler Alpen in het Oostenrijkse Tirol.
De berg ligt in de Kaunergrat en is de belangrijkste top in de bergkam die vanaf de Verpeilspitze (3423 meter) in oostelijke richting loopt en twee westelijke zijdalen van het Pitztal, het Loobachtal en het Plangeroßtal, van elkaar scheidt. De berg geeft, naargelang het standpunt, zeer verschillende indrukken. Vanaf de Kaunergrathütte (2817 meter) ten zuidwesten van de top lijkt de top van de berg onbeduidend. Vanuit het oosten, met name vanaf het bergmeertje Mittelberglessee, valt de bergtop met zijn steile noordflank op, waarbij de hogere Verpeilspitze minder de aandacht trekt.

## Beklimming
De makkelijkste beklimming van de top voert vanaf de Kaunergrathütte in oostelijke richting via een gemarkeerde wandelweg tot op het Steinbockjoch. Bij beklimmingen aan het eind van de lente en het begin van de zomer kan een ijsuitrusting noodzakelijk zijn om nog aanwezige sneeuwvelden over te kunnen steken. Vanaf het zadel gaat men over de brede bergrug in noordelijke richting naar de top. De beklimming neemt vanaf de Kaunergrathütte ongeveer een uur in beslag.
De Parstleswand is echter ook via enkele zware beklimmingen aan de noordzijde te beklimmen. De 300 meter hoge noordwand van de berg vereist hoge klimvaardigheden (UIAA-moeilijkheidsgraad IV). Deze tocht neemt ongeveer drie uur in beslag. De noordwand van de Parstleswand werd voor het eerst in 1930 door W. Maresch en J. Egner bedwongen.